# Convertibele peso
De convertibele peso (Spaans: Peso convertible, afkorting CUC) was een van de twee officiële munteenheden van Cuba. De munteenheid werd in 1994 in omloop gebracht speciaal voor de toeristen. De andere munt, sinds 1 januari 2021 de enige munt, is de Cubaanse peso. De waarde van de CUC was sinds de invoering ervan gelijk aan die van de Amerikaanse dollar met uitzondering van de periode 5 april 2005 - 15 maart 2011 toen de waarde gestegen was tot 1,08 USD. Dit betaalmiddel werd officieel alleen binnen Cuba erkend. De CUC kende munten van 1, 5, 10, 25 en 50 centavo. De bankbiljetten waren beschikbaar in 1, 3, 5, 10, 20, 50 en 100 convertibele peso.
In de praktijk kon alleen de CUC gebruikt worden om bepaalde luxegoederen aan te schaffen, wat in sommige opzichten leidde tot een tweedeling binnen de Cubaanse maatschappij, tussen hen die aan convertibele pesos konden komen en hen die dat niet konden.

## Afschaffing CUC
Na jarenlange berichten over het nakende einde van de CUC werd deze munt op 1 januari 2021 uit de roulatie genomen. Een van de problemen met de CUC werd veroorzaakt door de verschillende waarden die eraan werden gegeven in de nationale boekhouding (van 25 CUP tot 1 CUP voor 1 CUC). Hierdoor werden een aantal goederen en diensten overgewaardeerd waardoor een objectieve vergelijking onmogelijk was.